# Уґаритська література

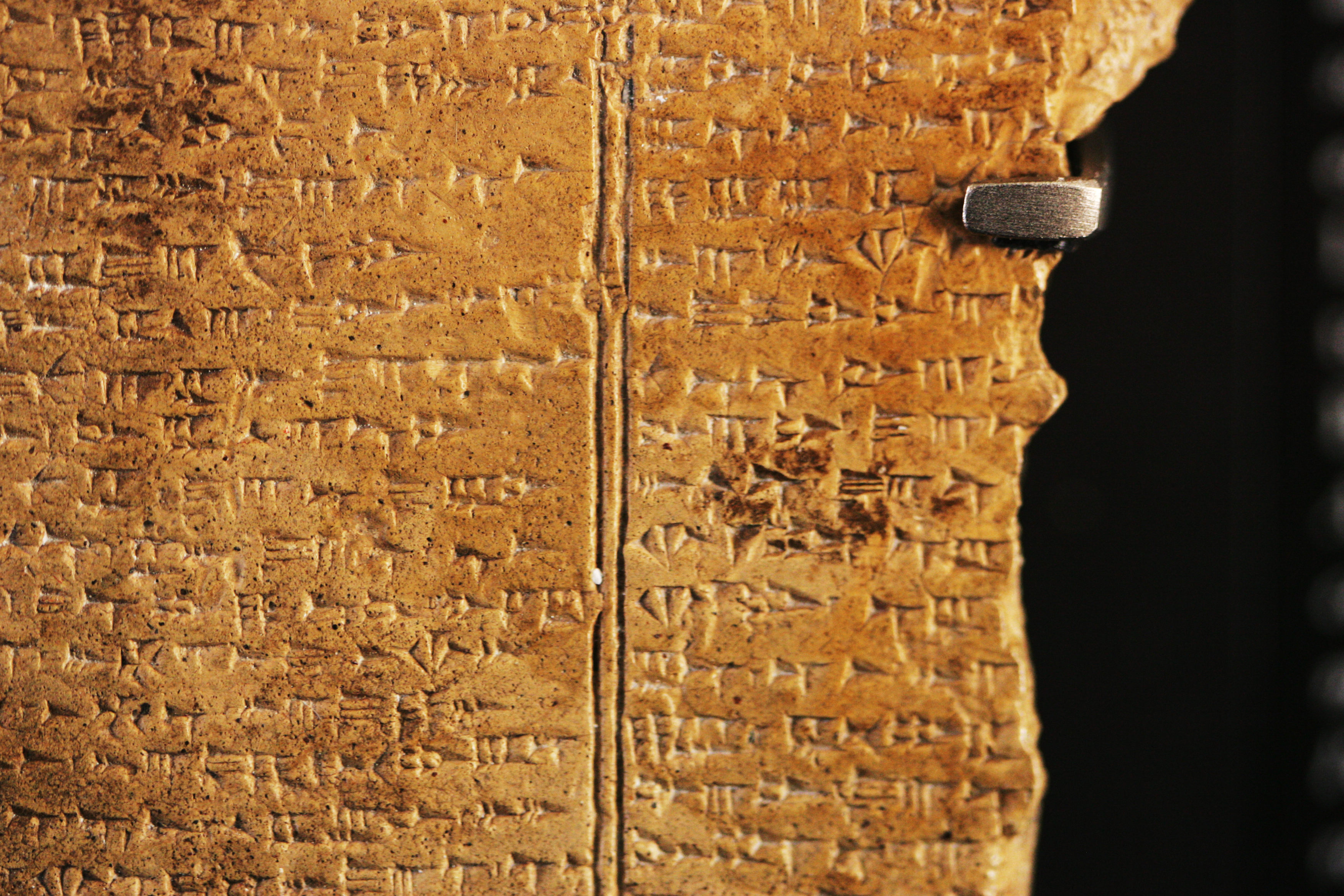
Фрагмент із «Циклу про Ваала»

Уґаритська література (угаритська) — мала література півночі стародавнього Леванту, яка створювалася уґаритською мовою (центральносемітська група семітських мов) у місті-державі Уґарит (нині північно-західна Сирія) з 14 і до початку 12 століття до Р.Х. Завдяки віднайденню великого клинописного архіву на глиняних табличках, що містить, зокрема, і художні тексти, ця «мала» література одного містечка стала не такою вже й малою, як за обсягом, так і за значенням. Це єдина західносемітська (ханаанська) література 2 тисячоліття до Р.Х., що вціліла настільки добре, якщо не рахувати давньоєврейську літературу, котра збереглася завдяки значно пізнішим записам усних переказів. Уґаритські тексти відіграють надзвичайно важливу роль в юдаїці та біблійних студіях. Уґаритська література пов’язана з фінікійською, однак більшість дослідників усе ж розглядають її окремо, оскільки Уґарит не входив до Фінікії, а підпорядковувався Хетському царству і мав тісні зв’язки з хуритами.
Вцілілі уґаритські літературні пам’ятки — це записи фольклорних поетичних творів (міфи та епос), а також храмові ритуали («сценарії» дій) та інші культові тексти. Ці жанри загалом близькі до відповідних у хетській та хуритській літературах, але представляють цілком відмінну західносемітську культуру та релігію. Ще велике значення мають приватні і дипломатичні листи, які дозволяють краще зрозуміти контекст. В уґаритських архівах також знайдені численні тексти аккадською мовою.

## Уґарит

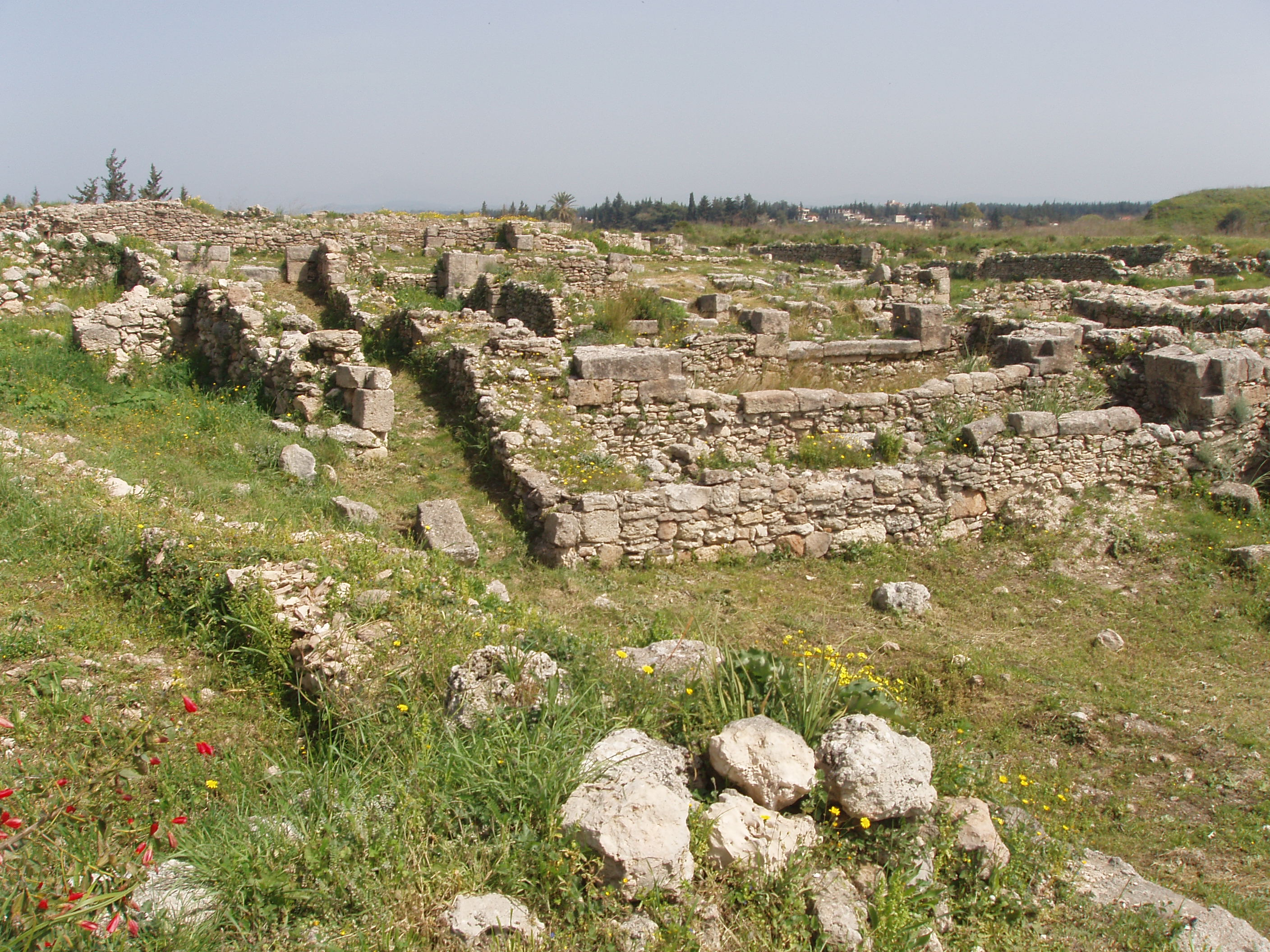
Уґарит

Уґаритська література була поширена на території міста-держави Уґарит, центр якого знаходився на 12 км на північ від сучасного порту Латакія (Сирія). Місто знаходилося на сучасному пагорбі Рас-Шамра (так іноді називають і сам Уґарит). До міста також належало кілька поселень-супутників. Уґарит було заселено вже в неолітичну добу. У 2 тисячтолітті до Р.Х. місто було заселене аморейцями, тож припускають, що уґаритська мова є пізнім етапом розвитку аморейської. Тексти уґаритською відомі лише з середини 14 століття до Р.Х. Населення міста-держави складало 20-30 тисяч осіб. У цей період Уґаритське царство було важливим васалом Хетської держави (до 1350 року до Р.Х. було під владою Єгипту). Раптова загибель уґаритської цивілізації припадає на 1180-1170-ті роки до Р.Х. Причиною вважається напад «народів моря» перед яким (близько 1200 року) місто було зруйноване землетрусом. Після цього на території міста існувало невелике поселення «народів моря», але уґаритська культура зникла.
Упродовж 170 років свого існування Уґаритське царство був квітучим центром міжнародної морської торгівлі, багатомовним і мультикультурним містом. Тексти на уґаритській мові складають більшість письмових пам’яток із Уґарита, хоча там же були знайдені таблички і написи іншими мовами регіону (аккадською, хуритською, хетською, єгипетською і шумерською).

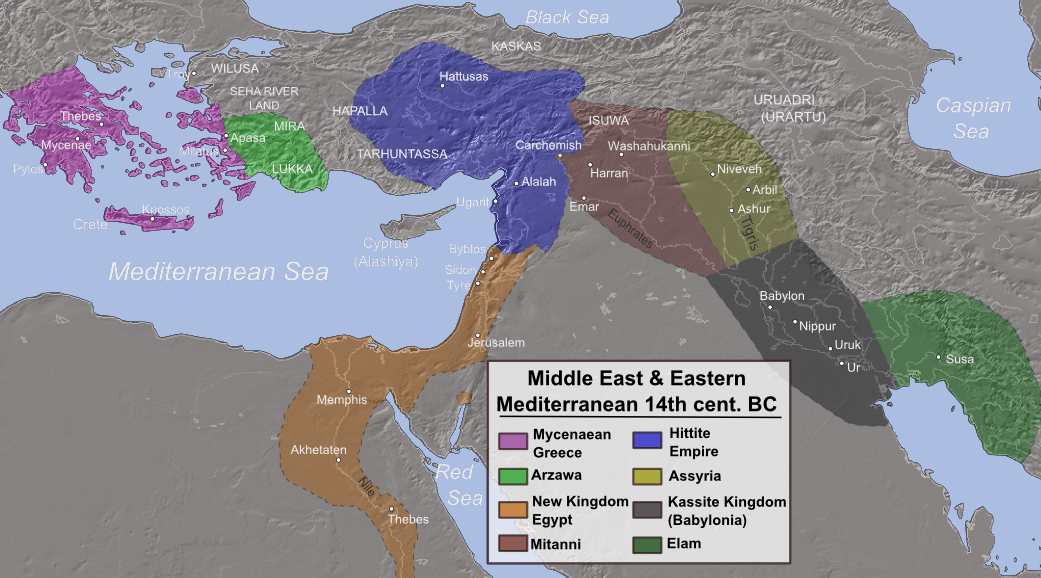
Близький Схід у 14 столітті до Р.Х.

## Мова

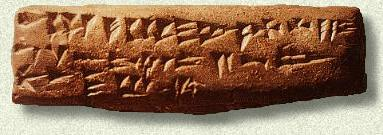
Уґаритський алфавіт

Уґаритська мова — умовна назва для мови пам’яток із міста-держави Уґарит, самоназва якої невідома.
Уґаритська мова належить до центральносемітської групи семітських мов, де разом із ханаанськими (фінікійська, давньоєврейська) та арамейськими мовами складає північно-західну підгрупу, протиставлену арабським мовам. Однак подальше уточнення місця уґаритської мови лишається предметом полеміки. Уґаритську визначають або як одну з трьох незалежних складових північно-західної підгрупи, або як архаїчний та периферійний ханаанський діалект.
Наразі уґаритська мова є однією із найкраще вивчених давніх семітських мов.
Уґаритські тексти записані особливим клиноподібним алфавітом, що складається з 30 знаків. Вважається, що цей алфавіт походить від найдавніших західносемітських алфавітних знаків («протосинайське» і «протоханаанське» письмо) і є їхньою адаптацією для письма на глині, що було обумовлено входженням Уґариту в зону впливу месопотамської клинописної цивілізації.

## Міфологія

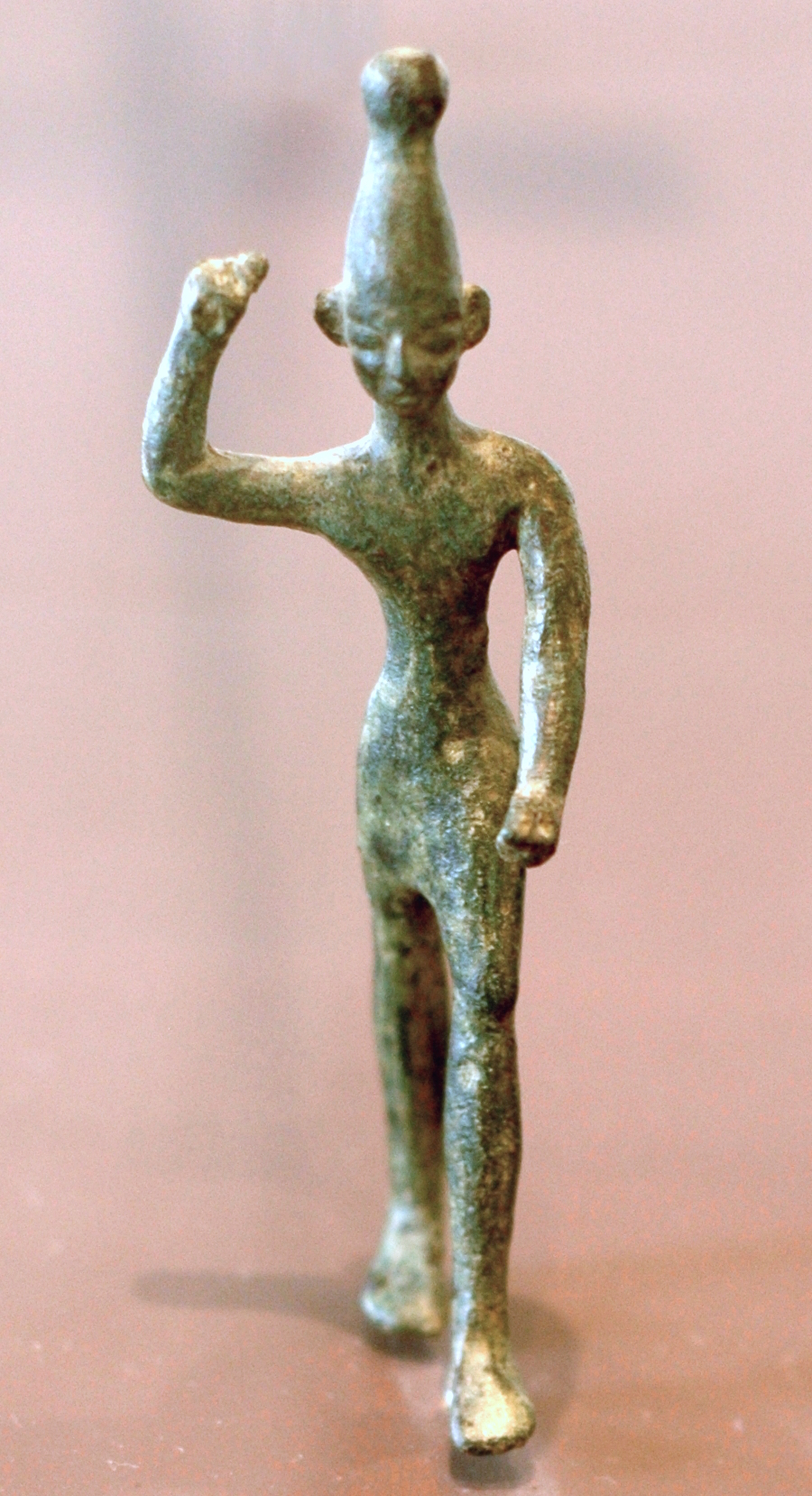
Статуетка Ваала з Уґарита

В Уґариті було знайдено велику кількість міфологічних текстів. Ці тексти надзвичайно важливі для реконструкції ханаанської та уґаритської релігійної думки, оскільки практично всі інші свідчення про релігію ханаанців походять із зовнішніх джерел — єврейської Біблії та від кількох давньогрецьких письменників. Ці джерела часто суттєво спотворюють зображення ханаанської релігії.
Тексти достатньо повно зображають уґаритський пантеон і дозволяють побачити міцний взаємозв’язок між культурою Уґариту на культурою південнішого регіону Ханаану. Боги уґаритських міфів згадуються на території всього Ханаану.
Верховний правитель над усіма богами в уґаритських текстах — це бог-творець Ел (більш правильна вимова: «Ілу»). Він зображується як патріархальна фігура із сивим волоссям і бородою, що очолює божественну родину, тобто усіх богів пантеону. Його називають «батьком дітей Ела», «творцем створінь», «батьком людства», «добрим, співчутливим богом» та «батьком років». Він є тим богом, котрий в епічних поемах «Керет» й «Акхат» дає людям дітей задля збереження родової лінії, що є важливою темою історій у біблійній «Книзі Буття» (12-33). Він живе на горі, де сходяться великі води. Його житло — це намет, а не палац. Можна побачити велику кількість подібного між богом Елом та Богом Ізраїлю, і, власне, зображення Бога у «Книзі Буття» має багато сильних паралелей до уґаритського матеріалу, включно з використанням імені «Ел» для Бога патріархів (див. зокрема Бут. 33:20 та Вих. 6:2-3). Ел одружений із Асірат (Ашерат; Ашера у єврейській Біблії), яка є матір’ю богів. Вона відіграє важливу роль у «Циклі про Ваала», де отримує дозвіл Ела на будівництво Ваалом палацу, котрий позначатиме лідерський статус Ваала на божественній раді.
Ваал був покровителем міста Уґарит і відігравав найважливішу роль у міфологічних уґаритських текстах, що збереглися. «Цикл про Ваала» оповідає про те, як із дозволу Ела він став правителем ради богів. Ваал — бог бурі, який посилає на землю дощ, а також забезпечує родючість рослин і тварин. До відкриття уґаритських таблиць він був добре відомий із давньоєврейської літератури як головний опонент Бога Ізраїлю у серцях і душах євреїв.
Поруч із Ваалом часто згадується його сестра Анат, юна і мінлива богиня, тісно пов’язана з війною і полюванням. Вона жорстоко підтримує Ваала, б’ється з ворожими йому монстрами, погрожує Елу, щоб отримати блага для свого брата. Іноді її нестримність створює проблеми. Наприклад, вона вбиває юнака Акхата.
Ще один важливий, хоч і службовий, бог у міфологічних текстах — це ремісниче божество Котар-ва-Хасіс. Він активно підтримує Ваала, коли той прагне очолити раду богів. Він виготовляє зброю, яку Ваал використовує, щоби перемогли морське божество Ямму, його суперника у боротьбі за лідерство. Він будує великий палац Ваала. Він також відіграє роль і в епосі про Акхата, коли дає хлопцю чарівний лук, який бажає отримати Анат.
Кілька інших богів згадуються у міфологічних текстах, а ще більше імен богів, яким служили в Уґариті, містять ритуальні таблиці.

## Корпус текстів
Уґаритські тексти — це найбільша і єдина дійсно істотна колекція ханаанських літературних та релігійних текстів. Літературні тексти пізнього бронзового віку було знайдено в домашніх архівах по всьому місті, тоді як у царському палаці їх майже не було. Найвражаючий архів було знайдено під час першого сезону розкопок (1929-1932) у будинку, який нині називають Домом верховного жерця. Він розміщувався на акрополі міста поміж двома найбільшими уґаритськими храмами. Саме тут знаходилися три багатотабличні оповідні поеми, а також кілька коротких міфів. Окрім цього, збірка в цьому домі містить багато культових текстів, включно зі списками богів та жертовними текстами, певну кількість листів і адміністративних текстів.
Другий дім, який називають Домом хуритського жерця, було розкопано під час двадцять четвертого сезону у 1961 році. Тут міститься друга за величиною колекція релігійних текстів. Таблиці, які також включають велику кількість хуритських релігійних текстів, записаних алфавітним уґаритським письмом, було знайдено в одній кімнаті будинку («cella aux tablettes»). Поміж них є кілька ритуалів та міфологічних текстів, а також велика кількість глиняних моделей овечих печінок і одна модель овечих легень, які використовувалися у ворожінні.
Ще дев’ять будинків в Уґариті зберегли суттєві колекції текстів. Багато було знайдено у кількох місцях царського палацу. Переважна більшість цих текстів — адміністративні, що стосуються міжнародних, правових та економічних питань. Також було знайдено особисті листи до і від членів царської родини. Більшість листів і багато адміністративних текстів написані уґаритською, однак є також численні тексти аккадською, зокрема міжнародне листування, юридичні та адміністративні тексти. За межами палацу важливі документи було знайдено у будинках кількох високопосадовців (наприклад, у Рашапабу і Рапану). У цих місцях було знайдено широкий діапазон документів, зокрема офіційні урядові адміністративні тексти, імовірно принесені додому з царського палацу, особисті правові документи, а також навчальні тексти уґаритською й аккадською. Найостанніші відкриття було зроблено у домі ще одного високопосадовця на ім’я Уртену. Близько 500 таблиць знайдено у цьому будинку між 1971 та 2002 роками.
Таким чином, корпус уґаритських текстів (KTU або CAT) досить різноманітній. Традиційно тексти поділяють на наступні групи:
1. Тексти літературного і культового характеру: неоднорідна група, що складається із власне літературних віршованих творів (епос, гімни, заклинання) та з текстів культового характеру (наприклад, списки жертвопринесень).
2. Листи.
3. Правові документи.
4. Господарчі документи.
5. Писарські вправи (зокрема, списки алфавітних знаків).
6. Написи на печатях, ярликах тощо.
7. Інші тексти.

Уґаритські тексти, що записані аккадським клинописом, не є зв'язними творами. Це просто глоси або списки слів.
Останнє видання KTU/CAT містить 1409 текстів. Більшість із них були видані в одному томі. Розкопки тривають донині, тож цей текстовий корпус поступово зростає.
Таблички з уґаритськими текстами зберігаються в музеях Дамаска, Алеппо і в Луврі.

## Час і умови створення, авторство
Колофони деяких текстів датують їх часом правління царя Нікмадду (на жаль, точно не відомо про якого Нікмадду мова), а це 14 століття до Р.Х. Відомо також ім’я писаря, якому була доручена ця робота, — Елімілк. Також згадується один із виконавців текстів — верховний жрець і начальник пастухів Атанпарлан. Зокрема, йому приписується вціліла версія міфу про боротьбу Ваала Могутнього і Мота.
Можна припускати, що у 14 столітті в Уґариті відбулася подія, яка значною мірою нагадувала те, що відбувалося кілька століть потому в Афінах при Пісістраті, а також в юдейсько-ізраїльському суспільстві в добу, що передувала появі П’ятикнижжя: фіксується текст, який, імовірно, мав стати канонічним. Показово, що у ролі хранителя передання виступають жерці, і саме вони редагують текст, тобто визначають тенденцію та ідейне забарвлення творів. Найімовірніше, існували й інші варіанти, які не збереглися, і які мала витіснити версія Елімілка. Перед нами, відповідно, підсумок тривалої боротьби в уґаритському суспісльстві. Тому записам Елімілка мав передувати тривалий період усного побутування епосів та міфів, що дозволяє віднести період їхнього формування до кінця 3 — початку 2 тисячоліття до Р.Х.

## Стиль і віршування
В аспекті композиційних прийомів та віршувальної техніки уґаритські поетичні твори принципово не відрізняються від аналогічних пам’яток ассиро-вавилонської та біблійної літератур. Поетичний ритм у них залежить від музичного супроводу. Найменшою поетичною одиницею було слово, що стояло під наголосом і відповідало музичному такту. Віршований розмір виражався кількістю наголошених складів у строфі. Напіввірші або третини віршів розділялися цезурою.
В уґаритському віршуванні широко поширений паралелізм елементів, що є характерним прийомом у семітській поезії:
Як серце корови до її теляти,
як серце вівці до її ягняти,

так серце Анат до Ваала.
Фольклорний характер уґаритської поезії виявляється у численних клішованих формулах. Мова того чи іншого персонажа зазвичай вводиться словами: «І підніс голос свій, і вигукнув». Також стандартний опис вітання. У формулах змінюється лише суб’єкт дії, решта слів і конструкція лишаються незмінними. Деякі описи повторюються в різних текстах без змін.
Інша характерна риса — численні епічні повтори. Найяскравіший приклад такого повтору містить поема про Керета: спершу похід Керета зображується як передбачення Ела, отримане уві сні, а потому йде опис власне походу. Обидва пасажі збігаються майже дослівно. Аналогічні повтори зустрічаються і в інших поемах.
З повторами пов’язана ще одна стилістична особливість — вживання рефрену при описі дій, які довго тривають. Наприклад, про битву Ваала і Мота оповідається так:
Вони зіткнулися, як верблюди,
Мот дужий, Ваал дужий.
Вони буцалися, як бики,
Мот дужий, Ваал дужий.
Вони кусалися, як змії,
Мот дужий, Ваал дужий.
Вони зіткнулися, як прудконогі коні,

Мот упав, Ваал упав.
Імовірно, уґаритські оповідачі мало цікавилися конкретними ознаками того світу, який оточував їхніх героїв. Відсутні описи природи, обставини подій розкриваються тільки через дії або стан учасників — тварин і людей. У тих рідкісних випадках, коли автор намагається говорити про зовнішній вигляд героїв, він не виходить за межі загальних фраз та стереотипних порівнянь. Наприклад, опис Хураї:
…чия краса схожа на красу Анат,
чия привабливість схожа на привабливість Астарти,
чиє намисто із сяючого лазуриту,

чиї очі — чаші янтарні, прикрашені сердоліком.
Вся увага співців й оповідачів зосереджена на конкретних діяннях богів і людей. Навіть душевні порухи героїв зазвичай показуються тільки через їхні вчинки (наприклад, горе показується через здійснення траурного обряду). Ці описи — стандартні кліше, пов’язані з традиційністю обряду.
Загалом уґаритський оповідач не зупиняється на подробицях і деталях, а прагне передати виключно послідовність подій. Аналогічне явище можна побачити і в більш пізніх єврейських прозаїчних оповідях Біблії.

## Твори

### Міфологічні твори

#### «Цикл про Ваала»

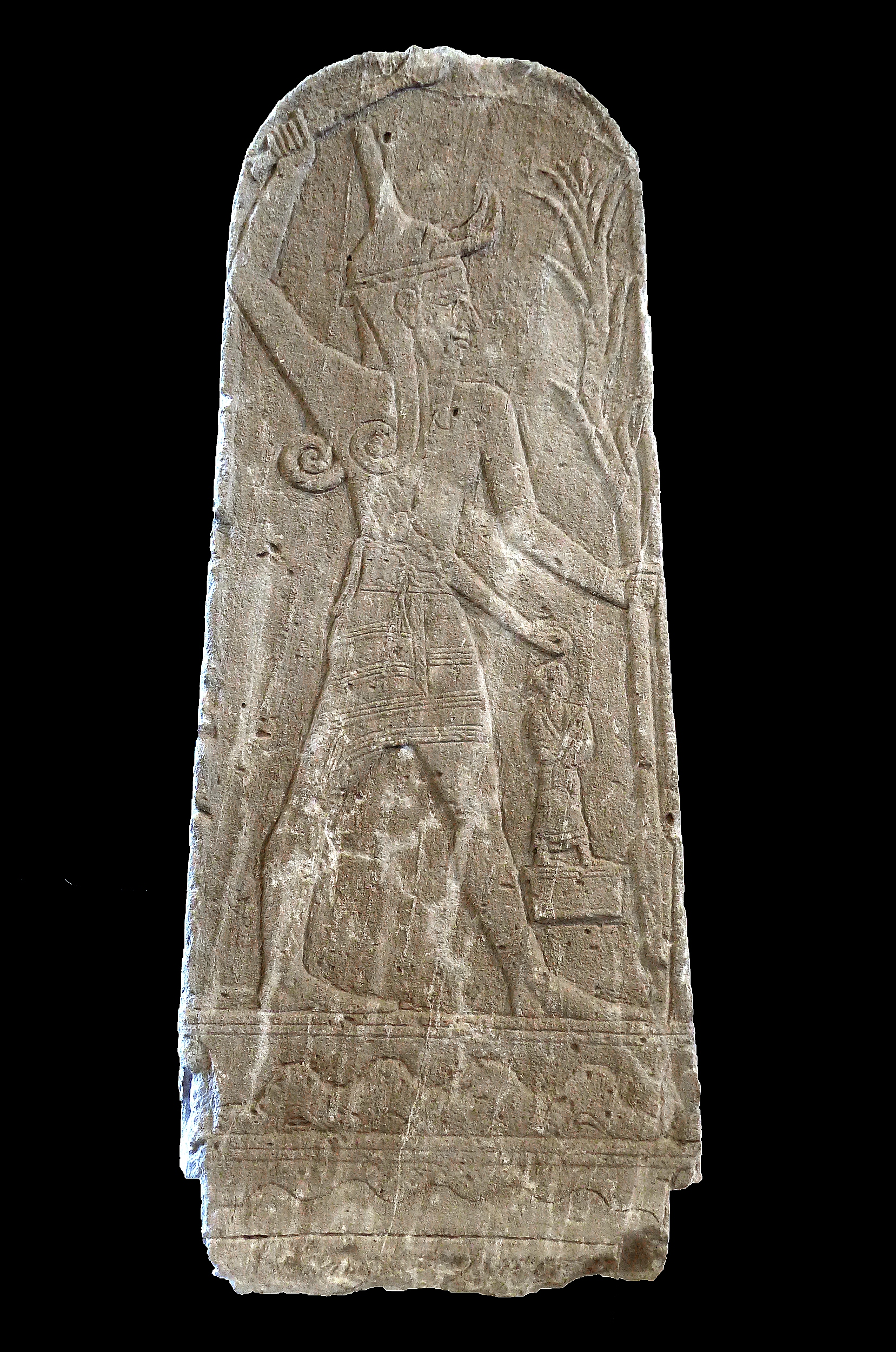
Стела Ваала з Уґарита

«Цикл про Ваала» (CAT 1.1-1.6 = COS 1.86) — це поетична оповідь, яка записана на шести таблицях і первісно мала довжину 2 000 рядків. Збереглися частини кожної таблиці, однак більше половини тексту втрачено, хоча його загальний сюжет зрозумілий. Темою циклу є опис того, як Ваал став правителем ради богів і, відповідно, царем неба і землі. Загалом це традиційний сюжет про боротьбу між богами за владу, причому в уґаритському випадку переможцем виступає «добрий бог» Ваал, що персоніфікує природу (в перекладі його ім’я означає «Господар»).
Поема складається із трьох окремих епізодів-пісень, кожен із яких має власний розвиток, кульмінацію та розв’язку, але також пов’язаний із іншими — наступний фрагмент витікає з попереднього. Саме через це поему називають циклом.
«Цикл про Ваала» часто порівнюють із «Енума еліш», вавилонською історією про створення світу, котра розповідає як Мардук став царем богів, створив світ і збудував свій палац. Є багато аспектів, які можна порівнювати у цих двох творах, але також є суттєві розбіжності. По-перше, «Цикл про Ваала» не стосується створення світу, як у випадку з «Енума еліш». Хоч обидві поеми описують боротьбу молодого бога проти Океану (Тіамат у Вавилоні, Ямма в Уґариті), однак море дуже різне у цих історіях. Тіамат представляє космічні води, із яких було витворено всесвіт. У «Циклі про Ваала» Ямма — це звичайне море, він просто рядовий член ради богів і належить до того ж покоління, що і Ваал. У «Циклі про Ваала» всесвіт уже створено і Ваал не є богом-творцем (таким є бог Ел), він бог родючості. Тому конфлікт між Ваалом і Яммою — це не космічний конфлікт між порядком і хаосом у всесвіті. Це боротьба за право бути наступником Ела в активному управлінні небом і землею. Таким чином, роль Ямми в історії значно менш важлива, аніж роль Тіамат в «Енума еліш». По-друге, найкраще зрозуміти динаміку «Циклу про Ваала» можна через аналіз того, як Ваал отримує владу.  Тут теж є різкий контраст між «Циклом про Ваала» та «Енума еліш». В останньому Мардук здобуває владу, бо іншого лідера немає. Ніхто з молодших богів, включно з батьком та дідом Мардука, не можуть протистояти Тіамат. Мардук вступає у бій і рятує молодших богів, перемагаючи їхнього спільного ворога. «Цикл про Ваала» зображає сходження до влади Ваала зовсім по-іншому. Посада правителя ради богів призначається, а не здобувається у бою. Автор використовує тут мотив призначення старим царем свого наступника ще за життя.
Цілком імовірно, що це був поширений уґартський і загальноханаанський звичай. Цю ж практику можна побачити у Біблії, де цар Давид обирає Соломона своїм наступником замість Адонії у «Першій книзі царів» (розділ 1). Боротьба між братами за правонаступництво у «Першій книзі царів» дуже схожа до ситуації між Ваалом і Яммою у «Циклі про Ваала». Також в обох випадках молодий наступник отримує титул царя, хоча старий цар ще живий і продовжує носити цей титул. Основна різниця між історією про земного правителя у «Першій книзі царів» та історією про божественного правителя у «Циклі про Ваала» полягає в тому, що в останній час повністю завмер. Функція призначення наступника у світі людей — це приготування до смерті старого царя. Ел же не помирає у міфологічному світі циклу. Він просто передає певні обов’язки молодшому правителю, роблячи його очільником ради богів і де-факто правителем неба і землі, але при цьому зберігає власний статус глави уряду чи родини. Боги, навіть Ваал, не можуть зробити нічого важливого без затвердження Елом. Без звертання уваги на цей контекст важко зрозуміти багато аспектів історії.
У «Циклі про Ваала» опосередковано можна бачити реальне повсякденне життя уґаритського суспільства. Збудувати дім можна лише з дозволу царя (у міфі — це цар богів Ел). Володіння домом означає досягнення високого соціального статусу (у міфі — це влада над світом). Деякі дослідники також припускають, що поема про будівництво храму Ваала мала читатися під час святкового богослужіння, приуроченого до легендарної чи реальної дати завершення будівництва і освячення храму Ваала в Уґариті.

#### Інші міфи про Ваала
Окрім «Цикла про Ваала» вціліло ще два фрагменти коротких міфів про Ваала.
Із міфу «Ваал і Анат» (CAT 1.10) вціліла лише половина. Первісно поема мала близько 175 рядків. Міф було записано на лицевій стороні таблички, розділеній на три колонки. Перша колонка майже повністю знищена, також втрачено близько третини другої і третьої колонки. Хоча можна зрозуміти деякі аспекти сюжетної лінії, однак загальний зміст та функцію цього міфу визначити неможливо. Коли в другій колонці сюжет стає зрозумілий, то Анат прибуває до палацу Ваала у пошуках свого брата. Однак їй говорять, що він на полюванні у землі Шумку. Вона знаходить його там, а він запрошує її піти з ним битися супроти його ворогів. Втім, далі Анат підходить до корів у полі й оповідь обривається. Коли текст знову з’являється у третій колонці, то говориться, що корова народжує для Анат теля. Потім, після неясної розмови, Ваал повертається до свого палацу, а Анат очікує на народження ще одного теляти — для Ваала. Коли це трапляється, то вона поспішає до гори Саптан і оголошує про народження Ваалу, який дуже радіє. Значення коров'ячого приплоду незрозуміле. Можливо, вони були запліднені Ваалом, як у схожому епізоді з Мотом у «Циклі про Ваала». Однак значення цього мотиву в обох випадках невідоме.
Короткий міф «Ваал і Пожирачі» (CAT 1.12) також зберігся дуже погано. Вціліла тільки нижня частина двох колонок. Міф виглядає коротким, бо як і 1.10 розміщувався на одній стороні таблиці, а зворот лишився порожнім. Табличка містить примітку, що це робота недосвідченого писаря. Текст часто виходить за межі першої колонки на кілька літер, які таким чином потрапляють у другу колонку. Писарю доводиться робити додаткову лінію межі, щоби розділити колонки. Також він різко змінює розмір шрифту у другій колонці — дуже сильно його зменшує, ніби прагне вмістити якомога більше тексту у цій колонці. Все це сильно схоже на школярську вправу.
Історія, що збереглася у табличці, оповідає про двох вагітних жінок, імовірно богинь, які скаржаться на біль, викликаний дітьми, яких вони от-от мають народити. Ел посилає їх у пустелю, де вони знаходять двох бикоподібних істот, Пожирачів. Ваал зацікавлений у цих істотах (можливо, вони його нащадки) і теж іде в пустелю шукати їх. Друга колонка дуже неясна, але схоже, що Пожирачі атакують Ваала і вбивають його. Це, імовірно, призводить до посухи, як і в «Циклі про Ваала». Кінець сюжету втрачено. Як і в попередньому випадку, значення цього міфу неясне.

#### Міфи про Ела
Уціліло два коротких міфи про Ела. Обидва вони збереглися краще, аніж історії про Ваала.
«Народження Шахара і Шаліма» (Народження милосердних богів, CAT 1.23 = COS 1.87) записано на двох сторонах таблички середнього розміру в одну колонку. Обсяг поеми — 76 рядків. Збереглися всі рядки, хоча деякі сильно пошкоджені. Попри це, існує багато неясних моментів, які ускладнюють інтерпретацію тексту. Це історія про двох відносно другорядних богів — Світанку (Шахар) і Сутінку (Шалім). Міф починається (рядки 1-29) з прологу, що вочевидь стосується ритуального контексту читання міфу. Це досить незвично і тому представляє великий інтерес. Горизонтальними лініями пролог розділено на 9 сегментів. Перші сім рядків містять прикликання милосердних богів, запрошення на бенкет та запит до богів на благословення царя і цариці. Після цього (рядки 8-11) мова йде про більше ніде не згадуваного бога, Муту-ва-Шарру, який сідає на своє місце на бенкеті, за яким у 12-му рядку знаходиться ремарка про необхідність семикратного повторення цих рядків. Далі (рядки 13-22) слідує опис полів богів і подій, які там відбуваються (співи, полювання, принесення пожертв). Завершує пролог (рядки 23-29) ще одне прикликання милосердних богів та запрошення. Не зовсім ясно як подальший міф стосується описаного ритуалу, однак якийсь зв'язок є, бо міф оповідає про богів, які прикликаються у пролозі. Міф починається розповіддю про Ела, який йде берегом моря і зустрічає двох юних жінок. Вони здійснюють йому приношення і очевидно пропонують йому сексуальні стосунки. Він забирає їх до свого дому і, коли пересвідчується, що вони дійсно хочуть його уваги, вдовольняє їхні бажання. Вони обидві вагітніють Світанком та Сутінком, двома юними богами. Рядки 51-61 повторюють історію народження богів, але цього разу називають їх «милосердними богами». Діти проявляють неймовірний апетит і пожирають все, що можуть дістати: «Губи до землі, губи до небес. Все входить у їхні вуста, і небесні птахи, і морські риби». Ел виганяє їх у дикі степи на сім-вісім років, але вони зустрічають Вартового Урожаю (ще один більше ніде не згадуваний персонаж), який дозволяє їм прийти в оброблювані землі, а також дає їм їжу і вино. Цим історія закінчується, хоча не можна виключати можливості, що вона продовжувалася на якійсь іншій таблиці.
Функція короткого міфу «Пияцтво Ела» (Похмілля Ела, CAT 1.114) зрозуміла завдяки медичній примітці наприкінці тексту — це просто частина лікувального ритуалу. У цій історії Ел готує бенкет для богів, які приходять, щоби їсти і пити. Вечірка швидко стає дуже бурхливою. Місячний бог Яріх описується не зовсім ясно, але на бенкеті він перебуває під столом. Придверник Ела вважає весь бенкет неприйнятним і дорікає богам, включно з Елом, за їхню поведінку. Ел сідає у своєму закладі для пиття (яке тут і в інших місцях зветься «марзех») і продовжує пити до несвідомого стану. Двоє богів допомагають йому дістатися до дому. Дорогою вони зустрічають більше ніде не згадуваного персонажа на ім'я Хабія, який має роги і хвіст. Ел падає без свідомості у власну сечу й екскременти. Наступна сцена зображує Анат і Астарту, які шукають предмети, імовірно, для зцілення Ела від похмілля. Наприкінці оповіді дається короткий припис щодо лікування похмілля, який позначає, що міф використовувався як допоміжний елемент лікування. Схожі на цей міфи, імовірно, створювалися лише для допомоги у пов'язаних медичних ритуалах. Відповідно, вони можуть не відбивати загальноприйнятий погляд на богів і їх не варто вважати теологічно вагомими, на відміну від «Циклу про Ваала».

#### «Про рапіумів»
«Про рапіумів» (Про рапіума; CAT 1.20-1.22) — це три тексти, які є короткими фрагментами з 2-3 різних таблиць. Усі вони стосуються групи персонажів, яких називають «рапіумами» (або «рапіума»), що значить «цілителі». Існує багато дискусій стосовно того, ким вони є. Більшість вчених сходяться на тому, що це духи померлих царів, які після смерті продовжують бути активними як у підземному світі, так і в світі живих. Інші вважають їх групою другорядних божеств підземного світу. Дехто навіть інтерпретує їх як групу живих воїнів, які ніяк не пов'язані з підземним світом. Фрагментарна природа цих таблиць, а також темний характер вживання цього терміну в усіх уґаритських текстах наразі робить неможливим його точне розуміння. Утім, зв'язок із підземним світом дуже ймовірний, незалежно від того, боги вони чи люди.
Серед дослідників також немає однозначності, куди зараховувати ці тексти — до міфів чи епосу. Багато вчених відзначають наявність у 1.20 персонажа-людини Даніела, знаного за епосом «Акхат» і пропонують розглядати ці тексти як частину втраченої четвертої частини «Акхата». Одначе це малоймовірно з кількох причин. Найважливіша полягає в тому, що сюжет 1.21 і 1.22 відбувається повністю у міфологічному вимірі і не має жодного зв'язку із земним світом. Навіть у 1.20 Даніель з’являється радше просто як гість чи прислуга на божественному бенкеті. Також ніщо в цих таблицях не вказує на зв'язок із подіями, що описані в епосі про Акхата. Даніел міг бути персонажем різних оповідок, а в 1.20 його могли зобразити як прислугу у світі богів. Ця посада могла бути винагородою за його вірність. Також слід відзначити, що таблиця 1.20 написана точно не тим писарем, який писав епос про «Акхата».
Сюжет в усіх фрагментах разюче повторювальний. Основна дія у всіх трьох епізодах — це запрошення Елом (або Даніелем у 1.20) рапіумів на бенкет, за яким слідує опис їхнього приготування і подорожі. Про це говориться в обох колонках 1.20, у єдиній збереженій колонці 1.21, а також у другій колонці 1.22. Лише перша колонка 1.22 (яка, можливо, має слідувати за дією в другій колонці) містить інший матеріал: описує прибуття рапіумів у помешкання Ела та їхню участь у семиденному святкуванні.

#### «Одруження Яріха та Ніккаль»

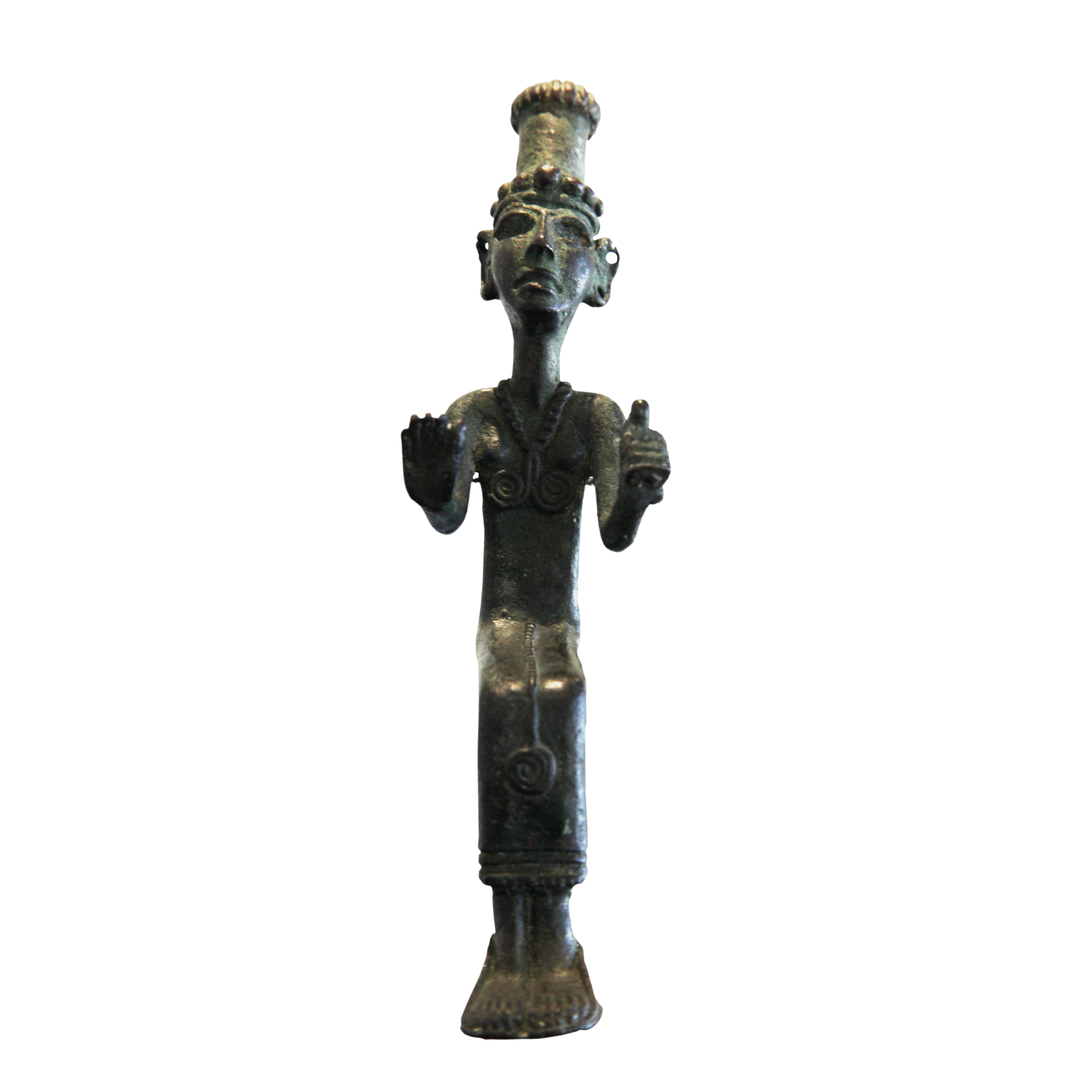
Уґаритська богиня, що показує знак миру

«Одруження Яріха та Ніккаль» (CAT 1.24) — це цікавий короткий міф обсягом у сорок рядків, який оповідає про одруження західносемітського бога місяця Яріха та месопотамської богині місяця Ніккаль. Цей міф, імовірно, виголошувався на весіллях, щоби поєднати земну подію з небесно. Утім, точних підтверджень цього немає. Історія проливає світло на уґаритські звичаї торгування за дружину. Яріх іде до Хархабу, імовірно, батька Ніккаль у цій історії, і просить віддати йому Ніккаль за дружину. Він пропонує величезну плату за наречену. Хархабу, втім, не одразу погоджується на пропозицію, а натомість пропонує Яріху знайти іншу дівчину для шлюбу, наприклад, доньку Ваала Підраю, чи іншу невідому богиню, ім'я батька якої втрачено через пошкодження. Яріх наполягає, що він повинен одружитися саме з Ніккаль, і тільки після цього укладається угода. Уся родина Ніккаль збирається, щоби оцінити й прийняти викуп за наречену. Далі поет виголошує коротке благословення для Ніккаль. Останні одинадцять рядків таблиці — це гімн на честь Катірат, богині, що тісно пов’язана зі шлюбом та народженням дітей.

#### Інші міфологічні фрагменти
Існує ще кілька коротких текстів, у яких збереглися міфічні оповіді. Найзначніші з них три.
«Боротьба з Яммою» (CAT 1.83) — дуже маленька табличка, де описується конфлікт між богинею, імовірно Анат, та Яммою, який тут зображений як чудовисько-дракон, якого богиня осліпила. «Полювання Астарти» (CAT 1.92) розповідає про богиню Астарту, яка вирушає на полювання, де вбиває бика і приносить його до помешкання Ела на свято. Нещодавно знайдений міфологічний текст RS 92.2016 написаний тим самим писарем, що писав «Цикл про Ваала» й епоси «Акхат» та «Керет». Тут згадуються різні боги, зокрема Ел, Ваал-Підраю, Котар-ва-Хасіс, Астарта і Горон, однак фрагментарний характер таблиці не дає можливості зрозуміти сюжет.

### Героїчний епос

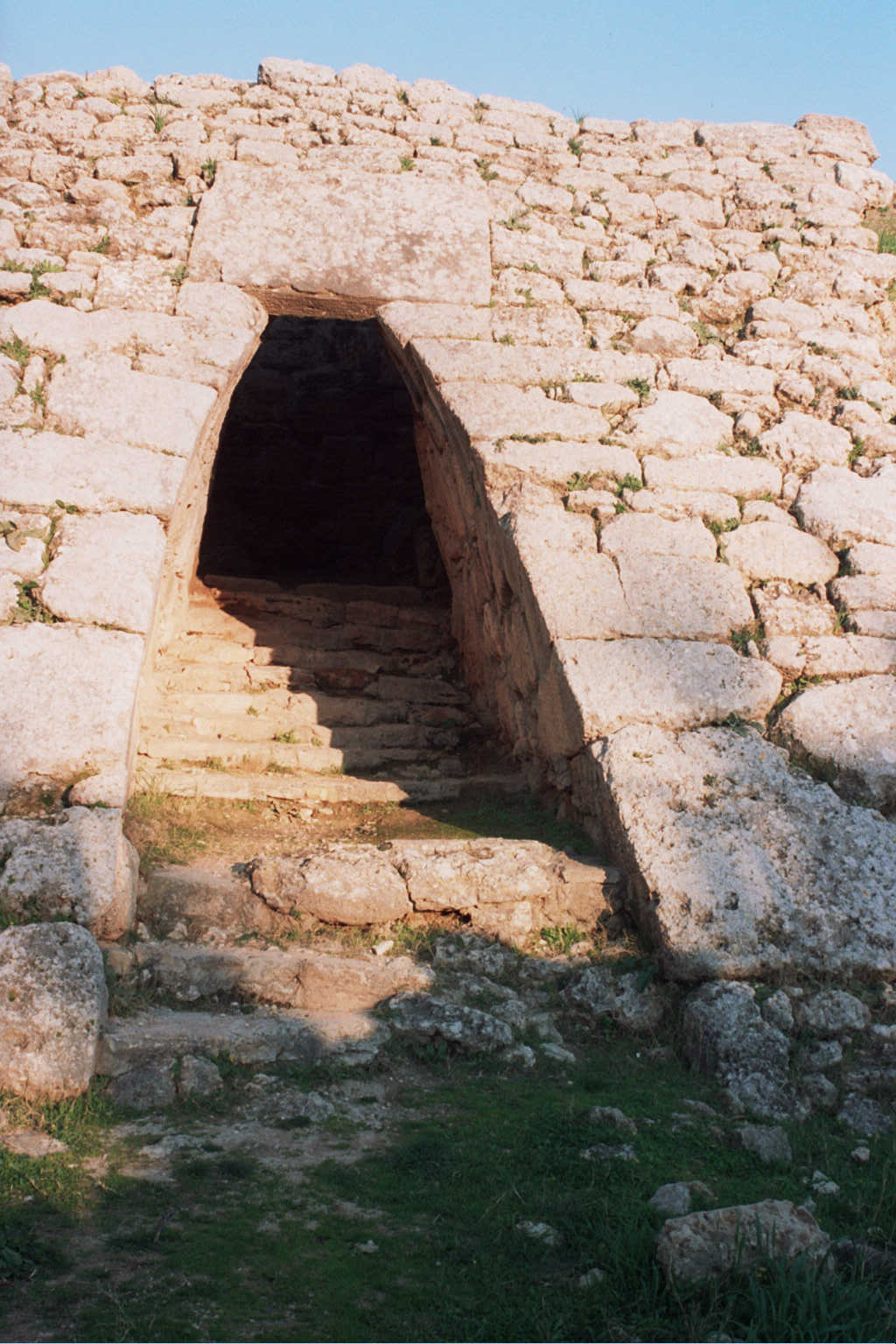
Вхід до царського палацу в Уґариті

На початку 1930-тих років у Домі верховного жерця Уґариту були знайдені дві поетичні оповіді, героями яких виступали люди, а не боги. Ці твори зазвичай визначаються як героїчний епос і називаються «Епос про Керета» («Керет», «Карат», «Кірта») та «Епос про Акхата» («Акхат»). Назви ці походять від позначок на самих таблицях: lkrt — «що належить Керету» та l’aqht — «що належить Акхату».
Ці дві історії мають різні сюжети, але об'єднані наскрізною темою про продовження родинної лінії. Загальна схема сюжету теж має паралелі. Обидві поеми розпочинаються з кризи, де протагоніст не має синів, щоби продовжити сімейний рід і/або царську династію. Боги втручаються, щоби зберегти родину і дати дітей. Однак після цього постає ще одна криза, яка знову загрожує родинній лінії.
Обидва тексти записані на кількох таблицях. Перші три таблиці кожної поеми збереглися, однак обидва твори мали щонайменше чотири таблиці, тож ми не знаємо завершення цих історій. Утім, можна зробити певні наукові припущення, як вони мали би завершитися.
Тема родини та продовження династії є однією із найважливіших у західносемітському світі. Вона помітно представлена у Біблії, передовсім в історії про предків Ізраїля у «Книзі Буття» (12-33). Оповідь «Книги Йова» також має тематичну і структурну подібність до «Керета». Компаративний інтерес до уґаритського матеріалу й історії про сподкоємність у «Книзі Буття» визначає ще й той факт, що бог, який безпосередньо дає дітей в епосах про Керета й Акхата, це бог-творець Ел, а не Ваал, головне божество Уґариту і, ймовірно, всього неюдейського Ханаану. Це створює певний позабіблійний контекст для патріархальних історій «Книги Буття», оскільки в кількох із них Бога звати «Ел» (див. Бут. 14:18-20; 17:1; 28:19; 33:20), а так званий жрецький кодекс у П’ятикнижжі відображає традицію, за якою Авраам, Ісаак та Яков не знали Бога на ім’я Яхве, а тільки на ім’я Ел Шаддай, «Ел Могутній» (Вих. 6:2-3). Таким чином, уґаритський епос відіграє ключову роль у реконструкції ханаанського культурного тла ранньої єврейської релігії.

#### «Епос про Керета»
«Епос про Керета» (Керет; CAT 1.14-1.16 = COS 1.102) містить історію про царя Керета із Хубура і про його боротьбу проти наступника престолу та за власне успішне царювання. Самого Керета уґаритці вважали предком царської династії, що керувала Уґаритом у часи написання чи укладання тексту.
Одруження Керета описується як украй важлива подія державного значення: у поході беруть участь всі, навіть ті, хто за своїм становищем чи станом здоров'я зазвичай лишався вдома. Тобто показується не суто особиста подія, а зовсім інше: одруження Керета має забезпечити для суспільства добробут, що можливо лише в тому випадку, якщо все буде добре у глави цього суспільства і, особливо, якщо в нього будуть нащадки.
Ще один важливий епізод епосу — клятва Керета, її недотримання, його подальша хвороба і одужання. Жертвопринесення, які здійснюють воїни царя, не діють, хвороба посилюється і цар опиняється при смерті. Для лікування необхідне втручання бога Ела, який виготовляє з глини Шатікат, котра перемагає і проганяє смерть. Цей момент може бути давнім праобразом середньовічної єврейської легенди про Ґолема. Ще тут цікавий момент, коли надається перевага молодшому сину перед старшим. На думку деяких дослідників молодший син являється до сестри з атрибутами влади. Хоча первородність існує, але молодший син отримує її в обхід старшого, що є паралеллю до біблійної оповіді про Якова та Ісава. Старший син у трагічній ситуації, коли батьку загрожує смерть, ніяк позитивно себе не проявляє, принаймні у фрагментах, що вціліли.
Третій цікавий епізод — зіткнення старшого сина з батьком. Тут звичайний і широко поширений епічний мотив опрацьований досить своєрідно, як спроба сина за підтримки та ініціативи наближених до батька придворних скинути Керета з престола. У цьому епізоді відображене поширене в уґаритському суспільстві (і загалом у давніх суспільствах) уявлення про роль царя. Характерно, що незадовільне виконання царем його обов’язків і невиправдане насильство могли стати достатньою причиною для його усунення та піднесення на престол нового володаря. Про те, що такого типу уявлення лишалися не тільки у сфері чистої теорії, а могли застосовуватися і на практиці, свідчить дещо пізніша історія ізраїльсько-юдейського царства, коли група племен відмовилася визнати царем сина Соломона Ровоама (Рехавеама) й обрала іншого царя.
Можливість усунення фізично слабкого і хворого царя теж є дуже цікавим мотивом, що є відлунням більш архаїчного суспільного устрою (де цар був військовим вождем племені чи групи племен). Аналогічне явище існувало у Єгипті (церемонія хебсед), Римі (regifugium) тощо. Однак в епосі про Керета показується вже подолання цієї традиції: по-перше, претендентом виступає син царя, тобто формується династичний принцип, і, по-друге, за підтримки богів перемагає слабкий на здоров'я Керет, а не його син. Можна припускати, що оповідь про бунт Яссіба мала за мету виправдати ситуацію з позбавленням старшого сина прав, які витікали з його первородства. В історії Уґариту та сусідніх фінікійських міст такі ситуації мали місце.

#### «Епос про Акхата»

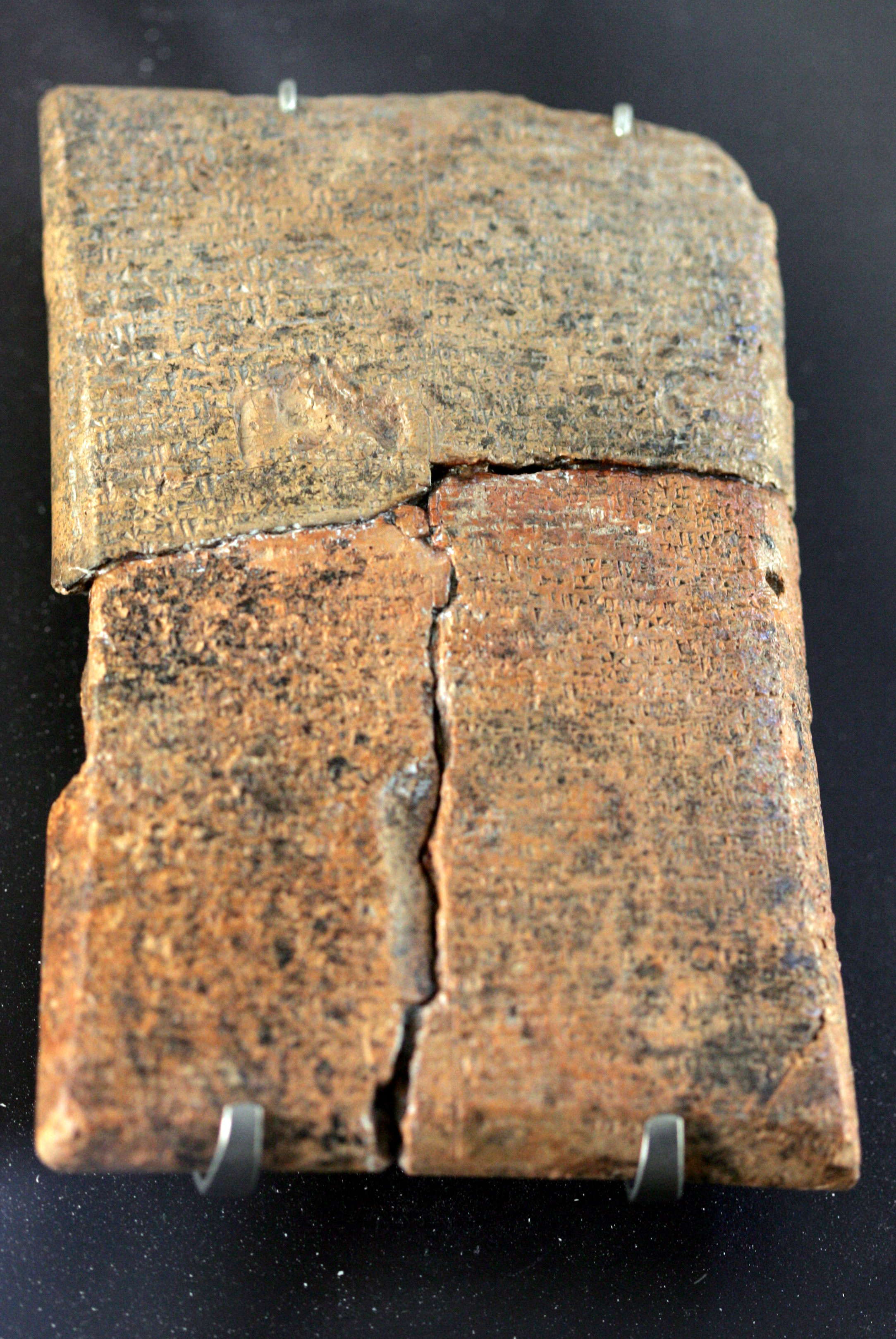
Епос про Акхата

«Епос про Акхата» (Акхат; Епос про Даніела; CAT 1.17-1.19 = COS 1.103), на відміну від історії про Керета, не стосується безпосередньо царського престолонаслідування, але наголошує на важливості сина для збереження роду. Герой епосу не Акхат, на честь якого твір названо, а Даніел — патріарх (можливо і цар), доброчесний і шанований, але котрий не має сина. 
В образі Акхата могли втілитися мотиви, що пов'язані з культом помираючого та воскресаючого бога. Також тут очевидно присутні мотиви мисливських міфів. Не менш важливий і мотив богоборства — боротьба між богинею-воїтелькою та смертним за чарівний лук, тобто, по суті, за першість та мисливський успіх. Показово, що і морально, і, ймовірно, фактично, Анат зазнала поразки.

### Культова література
Існує близько 150 текстів уґаритською, які можна визначити як культові. Більшість із них стосуються регулярної практики службовців уґаритських храмів, де подається інформація про ритуали, які проводяться у храмах і за їхніми межами, а також про богів, яким поклонялися в Уґариті. Серед таблиць культового характеру можна виділити такі піджанри: храмова практика (настановчі жертовні ритуали, списки богів, ворожбитські тексти, поховальні ритуали), особиста практика (замовляння, молитви).

#### Настановчі жертовні ритуали
Велика кількість уґаритських культових текстів містить настанови про те, яким чином слід виконувати храмові ритуали. Зазвичай вони подають наступну інформацію: час здійснення жертви (у випадку місячного ритуалу — день місяця, у випадку річного — місяць і день, іноді також час дня); місце для жертви; яким богам які слід здійснювати жертви (тварини, злаки, вино); тип здійснюваної жертви; хто має виконувати ритуал (особливо, коли виконавець ритуалу не жрець). Основний нежрецький виконавець — це цар Уґариту, який відіграє ключову роль у багатьох жертовних ритуалах. Ось приклад, щоби зрозуміти цей жанр (CAT 1.109: 1-18):
На чотирнадцятий день місяця цар має чисто вимитися. У день повного місяця два бики мають впасти для Яріха.
Свято Ваала Сапанського: дві вівці і міський голуб; дві нирки і баран для РМС; печінка і баран для Шалім. Печінка бика і баран для Ваала Сапанського; вівця для Сапану на спалення-пожертву. І для мирної пожертви так само.
У храмі Ваала Уґаритського: дві ККД і шия; для Іллуїбі корова; для Ела корова; для Ваала баран; для Анат Сапанської бик і баран; для Підрай баран як спалення-пожертва.

Як мирна пожертва: для Іллуїбі баран; для Ваала Уґаритського баран; для Ваала Алеппського баран; для Яріха баран; для Анат Сапанської бик і баран; для Підрай баран; для Дадміша баран.

#### Списки богів

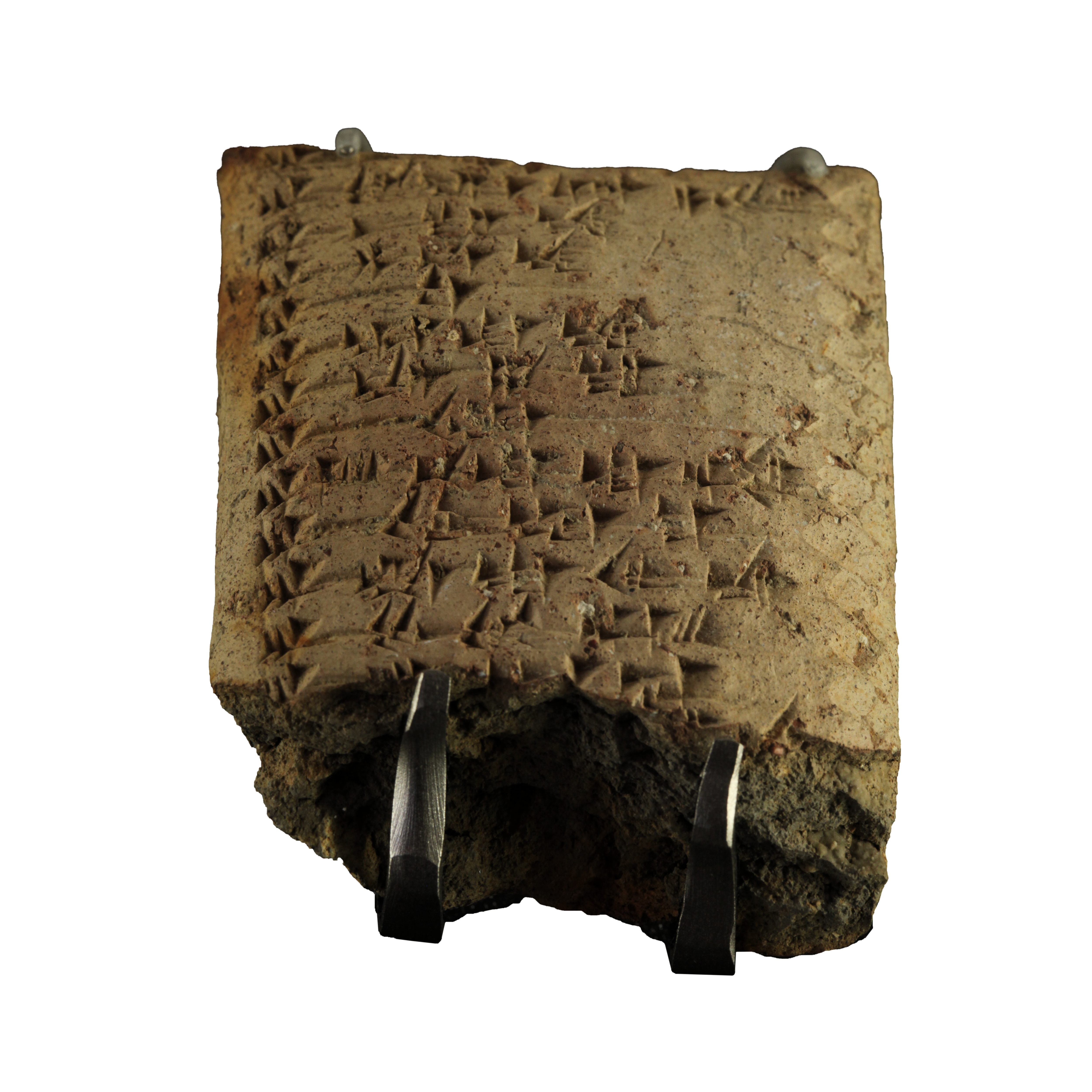
Список богів Уґарита

Тісно пов’язані із ритуальними текстами списки богів. Деякі із них записані уґаритською, а деякі — аккадською. У списках подаються імена багатьох, хоча й не всіх, богів, яким приносилися жертви в Уґариті. Помітний їхній тісний зв’язок із ритуальним аспектом уґаритської релігії, оскільки деякі з жертовних ритуалів містять такі ж списки для жертовних приписів. Тож хоч списки богів містять лише імена богів (наприклад, CAT 1.47, 1.118 уґаритською; RS 20.024, RS 92.2004 аккадською), але ті ж самі боги у тому самому порядку фігурують і в ритуальних текстах, наприклад у CAT 1.148[27]. Через це жанр списків богів зараховують до храмових культових текстів.

#### Ворожбитські тексти
У Домі хуритського жерця було виготовлену велику кількість глиняних нирок і одну модель легені, на яких містяться написи, котрі, імовірно, є результатами ворожіння (COS 1.90, 1.91, 1.93) чи пророцтв (COS 1.92). Модель містить ім'я особи, для якої робилося ворожіння, а також позначення обставин, які призвели до здійснення ритуалу. Наприклад, у CAT 1.141 читаємо: «Для Аґаптаррі, коли він придбав юнака з Аласії». У CAT 1.143: «Нирка належить Япту, сину Якни, коли цей місяць розпочався». Окрім цього писар, імовірно жрець, який робив провіщення, також позначав певні зони на моделі, які відбивали позначки на живому органі, на котрому здійснювалося ворожіння.
Також із ворожінням пов'язані кілька посібників, створені для жерців, щоби допомогти їм інтерпретувати ознаки, які з’являються у світі природи. Мова про народження потворних тварин чи дітей (COS 1.90), незвичні події в небі (COS 1.91) тощо, що розглядалося як провіщення майбутніх подій (як позитивних, так і негативних). Довгі списки таких ознак, разом із їхньою інтерпретацією та значенням для майбутнього, розроблялися для професійних ворожбитів. В Уґариті було знайдено посібники щодо потворних тварин (CAT 1.103, 1.145) і дітей (CAT 1.140), а також один щодо незвичної поведінки місяця (CAT 1.163). Подібні тексти добре відомі з Месопотамії, однак уґаритські варіанти не є перекладами месопотамських, а розвинулися з місцевої західносемітської традиції.
Ще один текст можна категоризувати як ворожбитський, це CAT 1.124, що містить запит до Дітану, котрий, імовірно, розглядався як стародавній засновник царської династії Уґариту. Текст стосується хвороби юного хлопчика. Дітану відповідає описом медичного ритуалу, який слід провести послідовно у храмі бога-цілителя Горона, у храмі Ваала і, зрештою, у домі хлопчика. На жаль, не збереглося ритуали, які б описували процес здійснення контакту з Дітану.

#### Замовляння
Замовляння — це слова, які промовляються під час ритуалу і наділяються силою проти зла (чи для добра) самим фактом їхнього промовляння. Ця категорія культових текстів була надзвичайно поширена у Месопотамії, але серед уґаритських текстів зустрічається дуже рідко. Уґаритські замовляння більш докладно розглядали Денніс Парді та Паоло Кселло. Д. Парді ідентифікував три тексти, які точно є замовляннями (CAT 1.169 = COS 1.96; CAT 1.96 та нещодавно опублікований RS 92.2014). Однак існують й інші, які цілком можна сприймати як замовляння (наприклад, CAT 1.108), або ж які містять замовляння у складі ритуальних приписів чи короткої міфологічної оповіді (наприклад, CAT 1.161 = COS 1.105; CAT 1.40, 1.107). У деяких випадках мова тексту недостатньо ясна, щоби чітко визначити, чи текст слугував як замовляння, чи був просто міфологічною розповіддю (наприклад, CAT 1.100 = COS 1.94).
Три безперечні замовляння стосуються трьох різних проблем. Перше, CAT 1.169 = COS 1.96, було знайдено в узбережному палаці царів Уґариту біля Рас-Ібн-Хані. Це замовляння стосується чоловічих сексуальних проблем. Замовляння припускає, що проблеми викликані прокляттям чаклуна, але обговорюються й гріхи пацієнта, які теж можуть бути причиною проблеми (рядки 5-7). Другий текст, CAT 1.96, лише нещодавно був розпізнаний як замовляння. Коли він був спершу знайдений, то його вважали міфологічним текстом, який описує богиню Анат, яка їсть тіло і п'є кров Ваала. Та це ґрунтувалося на неправильному прочитанні першого слова тексту як «Анат». Тепер широко вважається, що «Анат» взагалі у цьому тексті не згадується, а сама табличка містить замовляння проти «злого ока».  Третє замовляння, RS 92.2014 = COS 1.100, спрямоване для захисту від укусів змій та скорпіонів, а також від злих людей, які за допомогою заклять викликають напади цих тварин. Перші рядки цього тексту (11.1-5) дають відчути стиль подібних замовлянь:
Коли невідомий кличе тебе і піниться,
Тоді я покличу тебе.
Я трясу священне дерево,
Тож змія не повстане проти тебе,

Тож скорпіон не нападе на тебе.
CAT 1.108 теж можна розуміти як замовляння, хоча деякі вчені визначають цей текст як опис ритуалу. Якщо розглядати його як замовляння, то текст мав вимовлятися під час ритуалу, в якому здійснювалися пожертви деяким божествам, зокрема Рапіу, Анат, «царю вічності» (невідомо, хто це) та іншим. Коли кожне божество отримувало пожертву, то промовлялася частина замовляння. Останні рядки (18-27) показують, що основною функцією ритуалу та замовляння було закликати Рапіу та Ваала посилити царя Уґарита.
Інший текст, який можна розглядати як такий, що складається переважно із замовлянь, це захопливий ритуал у CAT 1.40 та 1.84, а також у дуже фрагментарних 1.121, 1.122, 1.153 та 1.154. Ритуал створено для спокутування гріхів народу Уґарита. Через три пари пожертв чоловіки та жінки спільноти повертаються у стан законності та моральності. Кожна із шести жертв супроводжується замовлянням, яке, імовірно, промовлялося жерцем, і яке було майже ідентичне попередньому. Репрезентативною є завершальна частина четвертого розділу (1.40 22’-25’):
І коли ти грішиш,
У своїй люті,
Або у своїй нетерплячості,
Або у здійсненому тобою нечестивому вчинку;
І коли ти грішиш
Стосовно пожертви,
Або стосовно t-пожертви;
Пожертва здійснюється;
T-пожертва виконується;
Забій відбувається.
Нехай вона підніметься до Батька синів Ела;
Нехай вона підніметься до Кола синів Ела;
До Зібрання синів Ела;
До Тукамуна і Шунама:

Ось ця вівця.
CAT 1.107 схожа на міфологічну або легендарну оповідь, що описує персонажа на ім’я Шарґазаз, якого вкусила змія. Богиня сонця Шапшу підходить до нього і запитує, що трапилося. Він відповідає, але текст у цій частині втрачено. Текст, який продовжується на решті таблиці, — це замовляння проти укусу змії, в якому для зцілення жертви закликаються численні боги. Використання міфологічної оповіді як вступу до замовляння — поширена практика на всьому стародавньому Близькому Сході.
CAT 1.100 = COS 1.94 містить ще більш тісно переплетену суміш міфу й замовляння. Оповідується про кобилу (імовірно, божественного походження, оскільки вона може говорити і має добрі стосунки із богинею сонця Шапшу), котрій потрібно зцілення від укусу змії для її лошати. Вона просить Шапшу передати її прохання про замовляння і зцілення двадцятьом божествам. Перші одинадцять нічого не роблять, але, зрештою, Горон, бог лікування, здійснює ритуал, який виводить отруту із тіла лошати. Міф імовірно завершується, коли Горон пропонує кобилі шлюб. Якщо говорити про функцію цього міфу, то найімовірніше, що він увесь промовлявся як єдине замовляння проти укусу змії.

#### Поховальний ритуал
Хоча ряд вчених інтерпретують кілька ритуальних текстів як поховальні, однак це виглядає непереконливо. Єдиний точно поховальний ритуал — це CAT 1.161 = COS 1.105, таблиця, яка була виготовлена спеціально для обрядів під час поховання царя Нікмадду III наприкінці 13 століття. Схоже, її створили, щоби надати учасникам пояснювальні примітки щодо здійснюваних замовлянь і ритуалів. Починається вона із замовляння, яке прикликає на поховання групу «рапіума землі/зібрання Дідану», котра складається із двох елементів: 1) групи «древніх рапіума», які поіменно перелічені в рядках 4-7, але більше ніде не зустрічаються, і які, як зазначалося вище, можуть бути дрібним підземними божествами; 2) померлих царських предків Нікмадду III, які представлені в тексті лише двома іменами (рядки 11-12). Останні, можливо, розміщені на таблиці просто як абревіатура, яка має нагадати промовцю увесь список (подібні списки царів знайдено в Уґариті, наприклад, CAT 1.113, а чотири нещодавно знайдені списки опублікував Арно). Рядки 13-26 подають замовляння для серії ритуалів, однак жодних подробиць цих ритуалів не надається і значення замовлянь лишається незрозумілим. Перша частина цього розділу (рядки 13-17) закликає до плачу через смерть Нікмадду перед його троном і столом. Далі йде звернення до богині сонця Шапшу, а вона просить когось, можливо, померлого царя, щоби він зійшов у підземний світ разом із рапіума та з попередніми царями. Рядки 27-30 описують 7 пожертв та принесення у жертву птаха. Останні рядки подають семикратне благословення новому царю Аммурапі і його дому, цариці-матері Таріеллі і її дому, а також місту Уґариту і його воротам.

#### Молитви
Жанр молитви, що широко представлений у Месопотамії та в Біблії, у знайдених уґаритських текстах практично не зустрічається. Лише два тексти можна зарахувати до цієї категорії: коротка молитва до Ваала щодо захисту від військового нападу, яка є додатком до ритуального тексту CAT 1.119 = COS 1.88 (рядки 26’=36’) та CAT 1.123, молитва більш загального змісту, де проситься про благополуччя у довгого списку богів.

### Листи
Розкопки в Уґариті виявили понад сотню листів уґаритською мовою й більше 350 аккадською. Більшість із них були знайдені у царському палаці, або ж стосувалися його діяльності. Уґаритська використовувалася лише для особистого листування між членами царського двору, між членами царської родини, між придворними і царською родиною або між придворними. Є кілька міжнародних листів уґаритською до царя Уґарита, але це, імовірно, переклад листів, що первісно були написані аккадською — стандартною міжнародною мовою цієї доби. Також збереглося кілька листів уґаритською від царя Уґарита до єгипетського фараона і хетського царя. Вони, імовірно, є чернетками, за якими потім робилися аккадські переклади, котрі і надсилалися адресатам. Знайдені у царському палаці аккадські листи — це переважно міжнародне листування, звернене головним чином до царя Уґарита від іноземних держав, хоча деякі листи написані у самому Уґариті. Більшість міжнародних листів походять із Хетської держави, яка панувала над Уґаритом упродовж 14 та 13 століття до Р.Х. Також багато листів написані з Керхемишу, чий цар, що завжди був пов’язаний з хетським царем, діяв як намісник для васалів північної Сирії. По кілька листів походять із держав Амурру, Кадеш, Алалах, Алашія (Кіпр) та інших місць.
Лише третина листів, що написані уґаритською, збереглися достатньо добре, щоби їх прочитати. Майже все вціліле листування між членами царської родини — це листи до цариці-матері. Кілька листів написані царем до своєї матері (хоча вони обоє у листах не названі). У деяких (CAT 2.13 = COS 3.45E, CAT 2.30 = COS 3.45F) цар під час візиту до хетського царського двору коротко інформує свою матір про свої справи там. В одному листі (CAT 2.72 = COS 3.45D) цар пише стосовно політичних питань, які піднімалися на міській раді Уґариту, коли він був відсутній. Особливо він занепокоєний тим, що рада постановила призупинити пропозицію шлюбу між ним і донькою царя Амурру. Це серйозна проблема, оскільки він вже надіслав до Амурру посланців для переговорів. Очевидно, що цариця-мати уважно стежила за тим, що відбувається вдома за відсутності царя, й інформувала його про це. Окрім листів від царя є також кілька листів від молодшого сина цариці, якого звати Талміяну. Він підтримує зв’язок з матір’ю, але не пише нічого особливого, окрім коротких сповіщень про те, що в нього все добре (CAT 2.18 = COS 3.45A, CAT 2.12 = COS 3.45B, CAT 2.11 = COS 3.45C).
Листування між царською родиною та сторонніми включають листи від царя чи цариці до різних службовців, а також від службовців до царя. Більшість питань, які згадуються у цих листах, цілком буденні, але кілька листів стосуються незвичайних обставин. Наприклад, лист RS 94.2406 = COS 3.45R від цариці до Уртену, уґаритського високопосадовця кінця 13 століття, у домі якого було знайдено табличку. Тут йдеться про таємні плани, передчасне викриття яких призведе до смерті Уртену. На жаль, плани у листі описані дуже двозначно. Інші листи стосуються таких тем, як повернення слуги-втікача, доставки дерева для храму, а також містять короткі звіти про політичну та військову ситуацію на кордонах царства Уґарит. Один лист (CAT 2.33 = COS 3.45X) від важливого службовця на ім’я Ірірітарума містить його скаргу до цариці щодо наказу царя надати 2000 коней. Ірірітарума говорить, що це неможливо, і що це розорить його родину. Очевидно, він хоче, аби цариця вступилася за нього перед царем, щоби той зменшив свою вимогу, хоча прямого прохання у листі й немає.
Чимала кількість листів написана до робітників палацу або між ними. Ці тексти зазвичай короткі і містять запити на різні товари, найчастіше їжу та одяг (наприклад, CAT 5.11 = COS 3.45EE, CAT 2.70 = COS 3.45HH, RS 94.2284 = COS 3.45LL, RS 94.2383+ = COS 3.45MM) або відповіді на такі запити (CAT 5.10 = COS 3.45DD, CAT 2.71 = COS 3.45II). Зокрема, RS 94.2284 було надіслано до службовця Уртену від його сестри Абнії, яка скаржиться, що не отримала м’ясо з принесеного у жертву бика, пропонує надіслати брату одяг в обмін на вино і нагадує, що той має вислати їй гроші. Кілька листів цього типу містять більш важливі новини для адресата. CAT 2.10 = COS 3.45BB згадує про серйозну епідемію у місці перебування автора листа. CAT 2.61 = COS 3.45FF — це терміновий звіт про напад і пограбування міста та навколишньої території.
Дуже цікавими є кілька уґаритських листів з інших держав. Те, що вони написані уґаритською, дуже дивує, адже мовою міжнародного листування була аккадська. Утім, найімовірніше, ці листи є перекладами з аккадської. Можливо також, що цар Уґариту мав особистих писарів у деяких іноземних містах, наприклад, при Хетському царському дворі, які іноді могли перекладати послання прямо там. Власне, CAT 2.39:31-35 = COS 3.451 містить запит від Хетського царя до царя Уґариту, щоб останній надіслав у Хетське царство писаря. У будь-якому разі, уґаритською мовою збереглося чимало цікавих міжнародних листів. Цар Тіру пише царю Уґарита (CAT 2.38 = COS 3.45H), що уґаритські кораблі, які пливли до Єгипту, потрапили у шторм і розбилися біля берегів Тіру. Тірський цар зібрав товари, що містилися на кораблях, а також ремонтує ці кораблі в Акко. CAT 2.39 = COS 3.451 — це сердитий лист до царя Аммурапі від хетського царя, який не приймає вибачення першого про неможливість надсилання зерна до Хетської держави. Хоча Аммурапі говорить, що Уґарит сам страждає від нестачі зерна, але хетський цар наполягає, що зерно слід надіслати, адже «Сонце (тобто цар) згасає!» (рядок 21). Оскільки Аммурапі був останнім царем Уґариту, то цей лист міг відбити ті незгоди, які призвели до занепаду Хетської імперії та самого Уґаритського царства. У CAT 2.36 = COS 3.45J хетська цариця пише розлючений текст до царя Нікмадду (II або III), де скаржиться, що він не зміг вислати їй належну данину, а також згадує про те, що каравани з Єгипту до Хетської держави зазнають на території Сирії серйозних перешкод. Існує також кілька листів від царя Уґариту до єгипетського фараона і хетського царя, але вони дуже фрагментарні.

### Тексти аккадською мовою із Уґарита

#### Художня література аккадською
В Уґариті було знайдено також чимало аккадських літературних текстів, які використовуватися у процесі навчання писарів.
Особливий інтерес з-поміж них представляє місцевий варіант оповіді про невинного страждальця — «Невинний страждалець з Уґариту» (RS 25.460). Цей твір аккадською мовою пов’язаний з пізнішою аккадською (вавилонською) «Поемою про невинного страждальця», із хетською «Молитвою Кантуціліса» та, особливо, з єврейською «Книгою Йова». Композиція була створена до 1300 до Р.Х.
У цьому короткому тексті описуються страждання чоловіка, хворого на невиліковну хворобу, якому не допомагають жодні пожертви і ворожіння. Старійшини дому закликають його до смирення й довіри, а ближні родичі беруть участь в ритуальному оплакуванні («омиваються у власній крові мов пророки») і, ймовірно, у приготуванні до смерті автора. Він змиряється і починає молитися і дякувати богу Мардуку і, напевне, одужує (кінець таблиці втрачено), а вся композиція є ретроспективною подячною молитвою, що за стилем також схожа на біблійні псалми.
«Люди і плани Еа» (RS 25.130) — ще один аккадський текст із Уґариту, який порівнюють з «Книгою Йова». Це шумеро-аккадська білінгва. За жанром це література мудрості. Тут представлені загальні міркування про людську природу та її зв’язок із відокремленістю божественного.

#### Листи аккадською
Більшість аккадських листів з Уґариту можна назвати ханаанськими лише з огляду на їхню тематику, оскільки, на відміну від Амарнських листів, автори цих листів належали до зовсім інших культур і їхніми рідними мовами були не ханаанські мови. Лише деякі походять із інших ханаанських держав і їхній синтаксис зберігає західно-семітські особливості. Утім, вони безпосередньо стосуються політичної ситуації в Уґариті та подають велику кількість інформації про внутрішні справи цього царства. Більшість цих листів було знайдено у трьох архівах: у східному архіві царського палацу, у домі Рапану (високопосадовця часів правління Амміштамру II, тобто середини 13 століття до Р.Х.), а також у нещодавно відкритому домі Уртену (високопосадовця кінця 13 — початку 12 століття до Р.Х.). Більше половини із понад 150 листів, знайдених у домі Уртену, було опубліковано, а решта (знайдені після 1994 року) теж мають бути невдовзі опубліковані. Сільві Лахенбашер видала французькі переклади найцікавіших листів із докладним коментарем.
Більшість із цих листів походять із Хетської держави, адже Уґарит був васальним стосовно неї, а також із Керхемишу, місцеперебування найвищого урядовця хетів у Сирії, й Амурру, ханаанської держави на південь від Уґариту, що мала близькі, але неспокійні стосунки з Уґаритом. Також вціліло кілька листів із Бейрута, Сідона, Тіра та інших держав. Крім цих отриманих листів є також кілька копій надісланих листів від царів Уґариту до Хетської держави, до Керхемишу і на Кіпр. Із датованих листів зрозуміло, що більша частина листування походить з кінця 13 століття і початку 12 століття до Р.Х., тобто останніх століть перед зруйнуванням Уґариту.
Із листів видно, що між хетським царським двором та васальним царством Уґариту постійно були дрібні конфлікти. Суперечки стосовно кордонів між Уґаритом та деякими сусідніми державами були вирішені хетським царем не на користь Уґариту, що призвело до дипломатичної переписки щодо конфлікту. Вцілілі листи щодо цієї ситуації від царя Керхемишу (RS 17.292 та RS 20.174A) і від Аліхешні, хетського високопосадовця з Керхемишу, проливають світло на подробиці. У RS 17.292 цар пише: «Стосовно твоїх кордонів, про які ти мені писав, то всі кордони, які Арма-Зіті встановив для тебе, мають лишатися на місці. Нікому не можна їх змінювати». Те ж саме повторює Аліхешні. Потім у RS 20.174A цар Керхемишу пише в Уґарит після того, як дізнався від царя Ушнату, що Уґарит захопив місто, яке належить Ушнату, і вимагає пояснення цієї провокації.
Інші листи стосуються мобілізації війська для хетського царя. Він не просто очікує, доки уґаритський цар Ібірану надішле необхідних воїнів та лучників, а присилає свого представника для перевірки та очолювання уґаритських загонів. Представника супроводжував лист від царя Керхемишу (RS 17.289), що містить суворі погрози, якщо Ібірану не дотримається вимог: «Нехай не буде серце мого Сонця (царя) сповнене люті. Це питання життя і смерті!» Схоже, що Ібірану й раніше виходив за межі терпіння хетських правителів, коли не з’явився до них за вимогою і не надсилав необхідні регулярні «дарунки». Царевич Піха-валві пише до Ібіріну стосовно цього (RS 17.247) і підсумовує: «Тож тепер моє Сонце дуже сердите через цю ситуацію. Негайно надішли посланців до мого Сонця, які принесуть дарунки для мого Сонця, а також деякі для мене».
Ібірану був не першим уґаритським царем, який мав проблеми у стосунках із хетським царським двором. Його батько Амміштамру II у відповідь на вимогу від хетського царя надіслати ляпіс-лазур надав дуже низькоякісний матеріал. Уґаритський посол у Керхемиші на ім’я Тагухлі був відчитаний за це порушення етикету і писав своєму володарю (RS 17.383): «Серце царя дуже розлючене і він спрямував цю лють на мене. Він сказав: цей чоловік глузує з мене? Він підняв якийсь камінець із землі і надіслав мені, і каже, що це ляпіс-лазур!». Тагухлі просить Амміштамру II знайти десь справжній ляпіс-лазур і надіслати його негайно. Однак це було дуже складно і Амміштамру згодом написав царю, що просто не може ніде знайти цього матеріалу. Невдовзі Тагухлі знову пише уґаритському царю (RS 17.422) про розлючену відповідь царя і просить його знайти де-небудь той лазурит.

#### Юридичні та політичні документи аккадською
Найбільш незвичайна міжнародна подія, про яку відомо з аккадських текстів із Уґариту, це розлучення царя Амміштамру із його дружиною, донькою царя Амурру. Драматичні події навколо цієї складної проблеми виявляються у низці юридичних вердиктів та едиктів хетського царського двору, а також за текстами деяких офіційних угод між царствами Уґариту і Амурру. Той факт, що дружина була царівною, мати якої до того ж була донькою хетського царя, робило цю ситуацію серйозним і напруженим міжнародним інцидентом.
Короткий опис історії: Амміштамру II став царем Уґариту ще дитиною, тож його мати діяла як регент до його повноліття. Вона була донькою царя Амурру і домовилася про шлюб між цими двома царськими домами для свого сина. Шлюб тривав кілька років, упродовж яких народився один хлопчик. Однак потім дружина, чиє ім’я ніде в текстах не згадується, вчинила вагомий переступ, подробиці якого також ніде не згадуються (одні дослідники припускають подружню зраду, а інші — політичну інтригу). Амміштамру у відповідь розлучився з нею і відіслав її назад в Амурру. Такий серйозний розрив між двома важливими васалами Хетського царства вимагав від хетського царя затвердження розлучення і його наслідків. Дружині дозволили забрати її придане, але більше нічого. Син міг обирати між тим, щоби залишитися з батьком і стати спадкоємцем, чи поїхати з матір’ю. Невідомо, що саме він обрав, але відомо, що спадкоємцем Амміштамру він не став. Через певний час Амміштамру вирішив, що хоче повернути дружину, аби покарати її за злочин. Він почав сильно тиснути на Шаушґамуву, молодого царя Амурру і брата дружини, щоби той відіслав її назад в Уґарит. Цього разу хетські урядовці знову брати участь у переговорах між васалами, де було вирішено повернути жінку, але за суттєву плату золотом. У договорі між Амміштамру та Шаумґамуву цитуються слова останнього: «Ось донька Великої Пані, що завинила перед тобою. Забирай її до себе і роби з нею, що хочеш. Якщо хочеш, то вбий її. Якщо хочеш, то вкинь її у море. Роби з донькою Великої Пані, що хочеш» (RS 17.228). Лишається невідомим, що саме вирішив робити з дружиною Амміштамру II.

### Лінгвістичні дослідження
- Aistleitner J. Wörterbuch der ugaritischen Sprache. — Leipzig, 1963.
- Bordreuil P., Pardee D. Manuel d’ougaritique. — Paris, 2004.
- Del Olmo Lete G., Sanmartín J. A Dictionary of the Ugaritic Language. — Leiden; Boston, 2003.
- Gordon C. Ugaritic Textbook. — Rome, 1965.
- Huehnergard J. Ugaritic Vocabulary in Syllabic Transcription. — Atlanta, 1987.
- Pardee, Dennis. Ugaritic // The Ancient Languages of Syria-Palestine and Arabia / Roger D. Woodard, editor. — Cambridge University Press, 2008.
- Sivan D. A Grammar of the Ugaritic Language. — Leiden; New York; Köln, 1997.
- Soldt W.H., van. Studies in the Akkadian of Ugarit. — Kevelaer; Neukirchen-Vluyn, 1991.
- Tropper J. Ugaritische Grammatik. — Münster, 2000.
- Коган, Л.Е. Угаритский язык // Языки мира: Семитские языки. Аккадский язык. Северозападносемитские языки. ― М. : Academia, 2009. ― С. 205-238.
- Сегерт, С. Угаритский язык. — М., 1965.

### Літературознавчі дослідження
- Handbook of Ugaritic Studies / by Wilfred G.E. Watson and Nicolas Wyatt (eds.). — Leiden ; Boston ; Köln : Brill, 1999. — 896 p. — (Handbuch der Orientalistik : Abt. 1, Der Nahe und Mittlere Osten : Bd. 39).
- Parker, Simon B. The Pre-Biblical Narrative Traditions. Essays on the Ugaritic Poems Keret and Aqhat. — Atlanta : Scholar Press, 1989. — (SBL Resources for Biblical Study 24).
- Pitard, Wayne T. Canaanite Literature // From an Antique Land : An Introduction to Ancient Near Eastern Literature / edited by Carl S. Ehrlich. — Rowman & Littlefield Publishers, Inc., 2011. — P. 255-311.
- Pitard, Wayne T. Voices from the Dust: The Tablets from Ugarit and the Bible // Mesopotamia and the Bible: Comparative Explorations / ed. by Mark W. Chavalas and K. Lawson Younger. — Grand Rapids : Baker Academic, 2002. — P. 251-275.
- Wyatt, Nicholas. Religious Texts from Ugarit: The Words of Ilimilku and His Colleagues. — Sheffield : Sheffield Academic Press, 1998. — (The Biblical Seminar 53).
- Кузьменко, Д. Уґаритська література // Δημήτρός γραφεύς. —  6 січня 2019.
- Шифман, И.Ш. Угаритско-финикийская литература // История всемирной литературы в 9-ти томах. Том 1. — М. : Наука, 1983. — С. 130-137.

### Тексти
- Arnaud, Daniel. Prolégomenes à la redaction d’une histoire d’Ougarit II : les bordereux de rois divinisés // Studi micenei ed egeo-anatolici. — # 41. — P. 153-173.
- Bordreuil, Pierre. Une bibliothèque au sud de la ville. Ras Shamra-Ougarit VII. — Paris : Éditions Rechercher sur les Civilisations, 1991.
- Del Olmo Lete, Gregorio. Incantations and Anti-Witchcraft Texts from Ugarit. — De Gruyter, 2014. — ix, 278 p., 23 plates. — (Studies in Ancient Near Eastern Records ; 4).
- Dietrich, Manfried; Loretz, Oswald; Sanmartín, Joaquin. The Cuneiform Alphabetic Texts from Ugarit, Ras Ibn Hani and Other Places / Die Keilalphabetischen Texte Aus Ugarit, Ras Ibn Hani Und Anderen Orten (CAT / KTU). — Münster : Ugarit-Verlag, 2013. — 3rd enlarged edition. — 782 p. — (Alter Orient Und Altes Testament).
- Lackenbacher, Sylvie. Textes akkadiens d'Ugarit. — Paris : Le Cerf, 2002. — 398 p.
- Pardee, Denis. Les textes rituels. Two volumes. Ras Shamra-Ougarit XII. — Paris : Éditions Rechercher sur les Civilisations, 2000.
- Pardee, Denis. Ritual and Cult in Ugarit. [Ugaritic texts and English translations] / ed. by Theodore J. Lewis. — Atlanta : Society of Biblical Literature, 2002. — 314 p. — (Writings from the ancient world ; no. 10).
- Smith, Mark S. The Ugaritic Baal Cycle. Volume 1: Introduction with Text, Translation and Commentary of KTU 1.1-1.2. — Leiden, New York : E.J. Brill, 1994.
- Smith, Mark S.; Pitard, Wayne T. The Ugaritic Baal Cycle. Volume 2: Introduction with Text, Translation and Commentary of CAT 1.3-1.4. — Leiden, New York : Brill, 2008.
- Ugaritic Narrative Poetry / Parker, Simon B., ed. — Society of Biblical Literature, 1997. — (Writings from the ancient world ; no. 9).
- Yon, Marguerite; Arnaud, Daniel. Études Ougaritiques I : Textes 1985-1995. Ras Shamra-Ougarit XIV. — Paris : Éditions Rechercher sur les Civilisations, 2001.
- Угаритский эпос [Из поэмы о Данеле и его сыне Ахате. Из цикла мифов о боге Баале, богине Анат и боге Моте. Из эпической повести о Керете] / Статья и переводы Вяч.Вс. Иванова // Восточный альманах. Вып. 8: Красные листья / Сост. М. Салганик. — М.: Художественная литература, 1980. — С. 568–584.
- Угаритский эпос [О Карату. Об Акхите и о рапаитах] / Пер. с угаритского, введ. и коммент. И. Ш. Шифмана. — М.: Наука; Издательская фирма "Восточная литература", 1993. — 339 с. — ISBN 5-02-017247-2.